# Rupert Thorne
Rupert Thorne es un personaje ficticio que aparece en los cómics publicados por DC Comics. El personaje es un jefe criminal y enemigo de Batman.

## Historial de publicaciones
Creado por Steve Englehart y Walter Simonson, el personaje apareció por primera vez en Detective Comics # 469.

## Biografía
Thorne es presentado como un político corrupto siendo chantajeado por el Doctor Fósforo para convertir la ciudad en contra de Batman. Después de que Phosphorus es derrotado, Thorne persuade a sus concejales de la ciudad para que declaren a Batman fuera de la ley. Intenta obtener el control completo de Gotham City convirtiéndose en alcalde.
Thorne es uno de los tres delincuentes (los otros dos son el Pingüino y el Joker) que hacen una oferta en una subasta secreta por la identidad de Batman en poder del profesor Hugo Strange. Captura y tortura a Strange para que lo divulgue. Strange resiste, sin embargo, y aparentemente muere en el proceso. A pesar de que tiene el cuerpo desechado, Thorne está obsesionado por extrañas visiones y sonidos de Strange.
Después de fracasar en su campaña contra Batman y pasar un tiempo escondido, regresa en secreto a Gotham. Consigue que el corrupto Hamilton Hill sea elegido alcalde, y luego hace que su comisionado de policía títere James Gordon favorezca a Peter Pauling, que está en la nómina de Thorne. Thorne finalmente identifica a Bruce Wayne como Batman después de adquirir fotos de él cambiándose de traje de la reportera Vicki Vale. Thorne luego contrata a Deadshot para matar a Wayne. Deadshot no tiene éxito, sin embargo. Mientras tanto, Thorne todavía es perseguido por el fantasma de Hugo Strange, quien se revela que fingió su muerte y atormentó a Thorne con dispositivos diseñados para simular experiencias fantasmales. Thorne se convence de que Hill y Pauling están conspirando contra él y tratando de volverlo loco. Thorne mata a Pauling pero finalmente es detenido por Batman.
Thorne vuelve a aparecer en Detective Comics # 825 (con fecha de portada de enero de 2007, lanzado en noviembre de 2006). Esta fue su primera aparición importante en los cómics en décadas, y su primera aparición en él Post-Crisis del Universo DC. Se lo muestra encarcelado en la Penitenciaría de Blackgate cuando el Doctor Phosphorus intenta atentar contra su vida, una que Batman evita.

## Otras versiones

### Gotham por Gaslight
En 1891 del alternativo de Gotham by Gaslight, el miembro del Concejo Municipal de Gotham, Thorne, se convierte en el nuevo alcalde de Gotham City tras la muerte del alcalde Tolliver.

### Justice League: Gods and Monsters
En la precuela cómica Justice League: Gods and Monsters, Rupert Thorne aparece cuando Lew Moxon asiste a una reunión de los otros señores del crimen en Gotham. Durante la reunión, se revela que Rupert y Lew han sido amigos desde la infancia y que se convirtieron en delincuentes juntos. Lew luego revela que sabe que Rupert lo ha traicionado al tomar parte de su dinero de su negocio de prostitución y, según la política, Rupert saca un arma y se dispara, suicidándose.

## En otros medios

### Televisión
- Rupert Thorne apareció como un villano recurrente en Batman: La serie animada, con la voz de John Vernon. Esta versión es esencialmente un personaje compuesto, que integra rasgos de Carmine Falcone y Sal Maroni, como su condición de jefe criminal de Gotham y su papel en la creación de Two-Face. Sus apariciones más destacadas se encuentran en "It's Never Too Late", donde Thorne compite con el jefe del crimen Arnold Stromwell por el control de las estafas de la ciudad que gana cuando el redimido Stromwell se entrega a la policía; "Dos-Caras", donde sirve como objetivo principal de Harvey Dent antes y después de que Thorne, sin darse cuenta, transforma a Dent en Dos-Caras; en "El hombre que mató a Batman" es donde se presume que Batman fue asesinado y el presunto asesino Sidney Debris acude a Thorne en busca de ayuda y le cuenta la historia al jefe de la mafia; y "Bane" donde Thorne contrata a Bane para matar a Batman, pero se frustra cuando el Caballero Oscuro derrota a Bane y revela el plan final de Bane para usurpar el imperio de Thorne con la ayuda de su traidora secretaria Candice. Él hace apariciones menores en "Vendetta", "Shadow of the Bat, Part I" y "Second Chance".
- La serie animada de 2004 The Batman presentó brevemente a Thorne (con la voz de Victor Brandt) en su episodio piloto "The Bat in the Belfry". Implícitamente uno de los últimos jefes criminales "normales" de Gotham, es rápidamente capturado por Batman, dejando el mundo subterráneo de Gotham abierto para reclamar por la galería de pícaros tradicionales de Batman. Realiza varios cameos en episodios posteriores, como "A Matter of Family" y "Rumours" (donde se muestra que es uno de los cautivos del personaje titular).

### Película
- Rupert Thorne originalmente debía aparecer como un gran antagonista en la película de 1989, Batman. En un primer guion escrito por Tom Mankiewicz, debía contratar a Joe Chill para asesinar a Thomas Wayne (que se postularía contra Thorne para el concejo municipal).[6] Finalmente, fue reemplazado por el personaje original Carl Grissom (interpretado por Jack Palance) inspirado en Thorne.
- Más importante aspecto de Rupert Thorne en el universo animado DC de la continuidad del universo exterior Batman: La serie animada es la directa al DVD de la película Batman: el misterio de Batimujer (basado en Las nuevas aventuras de Batman) con John Vernon repitiendo su papel. Trabaja con el Pingüino y Carlton Duquesne en un negocio ilegal de armas con el presidente de Kasnia. Los tres también están aliados con Bane (aunque no se mencionan las acciones traicioneras anteriores de Bane). De las tres Batwomen, Thorne comparte una historia personal con Sonia Alcana, cuya vida arruinó cuando ordenó que se incendiara la tienda de los Alcanas cuando Sonia todavía era una niña. Thorne había escapado del castigo por falta de evidencia, aunque todos sabían que él era el que estaba detrás de él. Al final, Thorne es probado culpable por su papel en el negocio de armas y enviado a prisión.

### Videojuegos
- Rupert Thorne aparece en el videojuego The Adventures of Batman & Robin para el Sega CD, con la voz de John Vernon. Clayface toma la forma de Thorne mientras el verdadero Thorne está de vacaciones, usando el dinero del gánster para contratar a otros supervillanos en un complot para eliminar a Batman y Robin.
- Rupert Thorne existe en el universo 'Arkham' como se le menciona en Batman: Arkham Origins. Uno de los Datapacks de Edward Nygma es una conversación telefónica entre Anarky y el Comisionado James Gordon en la que Anarky lamenta el hecho de que Gotham "es propiedad de personas como Rupert Thorne".

### Varios
- Rupert Thorne juega un papel más importante en The Batman Strikes!, un cómic basado en la continuidad del espectáculo. En un número, trabaja con Bruno Mannheim para crear un ejército de súper villanos basados en Bane, Man-Bat y Firefly. Rupert Thorne, Bruno Mannheim y sus creaciones son derrotados por Batman y Superman.